# Parque Estatal Lago de Santa Rosa
El Parque Estatal Lago de Santa Rosa (en inglés: Santa Rosa Lake State Park) es un parque de estado de Nuevo México, al suroeste de los Estados Unidos, ubicada en las planicies o llanos orientales.
El parque cuenta con un gran embalse de 3.800 acres ( 15 km² ) llamado también Santa Rosa, que es el hogar de varias especies de peces , incluyendo lobinas, bagres y hasta la lucioperca  La elevación del parque alcanza los 4.800 pies ( 1.500 m) sobre el nivel del mar . El parque se encuentra a 7 millas ( 11 km) al norte de la ciudad de Santa Rosa a través de la Ruta 91 de Nuevo México.